# Stadtteilschule Süderelbe
Die Stadtteilschule Süderelbe ist eine staatliche Stadtteilschule mit gymnasialer Oberstufe im Hamburger Stadtteil Hamburg-Neugraben-Fischbek. Sie ist eine teilgebundene Ganztagsschule.

## Geschichte
Die Stadtteilschule Süderelbe wurde im Schuljahr 1973/1974 als Volks- und Realschule Neumoorstück gegründet. Diese Schule entwickelte sich 1980 zur ersten Gesamtschule in Neugraben-Fischbek, was ein erweitertes Bildungsangebot ermöglichte.
Seit 2004 ist die Stadtteilschule Süderelbe eine teilgebundene Ganztagsschule, die sowohl gebundene als auch offene Ganztagsangebote bereitstellt. Die Schule verabschiedete im Jahr 2013 erstmals Abiturientinnen und Abiturienten aus der eigenen Oberstufe.
Die Schule engagiert sich für die soziale und kulturelle Entwicklung der Gemeinschaft im Stadtteil. Dazu gehört die enge Zusammenarbeit mit Vereinen und Institutionen im Stadtteil wie dem Haus der Jugend Neuwiedenthal sowie die Teilnahme an kulturellen Projekten wie „The Young ClassX“.

## Schulprofil

### Berufs- und Studienorientierung
Der erste Schwerpunkt konzentriert sich auf die praktische Arbeit während des Unterrichts, wo die Schüler in Werkstätten mit Holz, Metall und Textil arbeiten können. Außerdem wird für die praktische Arbeit ebenfalls die Lehrküche benutzt. Der zweite Schwerpunkt umfasst die Berufsorientierung sowie die Berufsberatung. Dabei besuchen die Schüler das Berufsinformationszentrum und machen in Jahrgang 9 ein Betriebspraktikum. Durch diesen beruflichen Einstieg sollen die Schüler und Schülerinnen ein realistisches Bild vom Betriebsleben entwickeln. Auch in der Oberstufe wird berufliche Beratung an der Schule angeboten, durch die Berufs- und Studienorientierung, bei der viele Veranstaltungen stattfinden. Der dritte Schwerpunkt liegt in Jahrgang 10, bei den die Schüler und Schülerinnen gezielt für den Übergang in den Beruf oder in die Oberstufe gefördert werden. Bei ausbildungsorientierten Klassen gehen Schüler und Schülerinnen zweimal die Woche in Betrieben arbeiten.

### Kultur
Ein kulturelles Projekt der Stadtteilschule Süderelbe ist „The Young ClassX“. Dabei handelt es sich um zwei große Chöre aus allen Jahrgängen. Der Chor umfasst mehr als 100 Schülerinnen und Schüler, die bei Konzerten teilnehmen. Das weitere kulturelle Projekt ist das Programm Kulturagenten für kreative Schulen. Hierbei wird Kunst und Kultur praktiziert, indem beispielsweise ein Image Film gedreht wird. Diese Projekte sollen Interesse an Kunst und Kultur bei den Schülern und Schülerinnen fördern.

### Gesunde und bewegte Schule
Dieses Projekt soll das Thema der gesunden Ernährung den Schülern und Schülerinnen näher bringen. Dafür wird unter anderem eine Projektwoche der gesunden Ernährung in Jahrgang 5 angeboten. Außerdem bietet die Schule Sport als Schwerpunkt, durch Profilkurse und Nachmittagsangebote an. Hinzu kommen Sportprojekte wie die Bundesjugendspiele und der Sponsorenlauf.

### Beteiligte Schule
An der Schule wird das soziale Projekt der Streitschlichter gefördert. Dabei werden Schüler und Schülerinnen darauf trainiert, Streite schlichten zu können. Hinzu kommt, dass innerhalb der Klassenstunden der Klassenrat etabliert ist, bei dem Schüler und Schülerinnen viel zu sozialen Interaktionen lernen.

### Umwelt
Seit 2009 hat die Stadtteilschule Süderelbe das Siegel als Umweltschule. Dadurch werden Maßnahmen gefördert, wie die effiziente Nutzung von Energiepotentialen und den Bau von Solaranlagen. Es werden Projekte wie Mülltrennung und Müllvermeidung auf der Schule gefördert.

## Gebäude und Ausstattung
Die Stadtteilschule Süderelbe bietet eine moderne Infrastruktur. Klassenräume sind mit Beamern, Computern und interaktiven Whiteboards ausgestattet. Fachunterricht findet in den beiden Klassenhäusern K2 und K3, im Fachhaus, in den Musikräumen und den Sporthallen statt. Im Fachhaus befinden sich Chemieräume, der Handwerksraum und der Theaterraum. Es gibt einen Bücherraum, einen Musikraum, einen Informatikraum, zwei Sporthallen und einen Sportplatz.
Es gibt eine Cafeteria sowie einen Kiosk für Mahlzeiten und Snacks. Ihre Pausen können die Schülerinnen und Schüler in der Pausenhalle oder auf dem Schulhof verbringen, wo sie Sportgeräte und eine Spieleausleihe nutzen können.
Ein weiterer Bestandteil der Schule ist das Gebäude, in dem sich früher das Haus der Jugend Neuwiedenthal befand, jetzt Landungsbrücken genannt. Es dient den Schülern nach dem Unterricht als Freizeit- und Veranstaltungsort und enthält eine Küche, in der sie kochen und hauswirtschaftliche Fertigkeiten erlernen können.

## Schulleben und Aktivitäten
Die Schule ist eine teilgebundene Ganztagsschule mit einem wöchentlichen Unterrichtspensum von 34 Stunden. Mit zusätzlichen zwei Stunden an Lernförderung erhöht sich die Gesamtzahl der Unterrichtsstunden auf 36 pro Woche. Dies bedeutet in der Praxis, dass der Unterricht an zwei Tagen bis zur 8. Stunde stattfindet. An einem dieser Tage handelt es sich um regulären Unterricht bis zur 8. Stunde, während am anderen Tag ein WUN-Kurs (Wahlunterricht am Nachmittag) oder eine Prüfungsvorbereitung für die entsprechenden Jahrgänge stattfindet. Falls zusätzliche Lernförderung in Anspruch genommen wird, erstreckt sich der Unterricht an einem dritten Tag ebenfalls bis zur 8. Stunde.
Wöchentlich nehmen die Klassen der unteren Jahrgänge (5–6) während der Mittagspause an einem gemeinsamen Mittagessen teil. Die Sprach- und Lernförderung wird in Kooperation mit „IN VIA“ organisiert und findet, ebenso wie die WUN-Kurse, im Anschluss an den Regelunterricht statt.
In der zweiten Pause werden verschiedene Aktivitäten und Räume zum Lesen, Spielen oder kreativen Arbeiten zur Verfügung gestellt. Der Outdoor-Fitnesspark bietet ebenfalls Möglichkeiten zur körperlichen Betätigung. Nachmittags werden Kurse wie Kochen, Graffiti und der Jamliner angeboten.

## Preise und Auszeichnungen
Die Stadtteilschule Süderelbe hat mehrere Preise und Auszeichnungen in den Bereichen der Bildung und des Umweltschutzes erhalten. Die Schule nimmt regelmäßig erfolgreich an Wettbewerben wie dem Känguru-Wettbewerb teil.
- Umweltschule in Europa, seit 2009[6]
- Siegel für herausragende Berufsorientierung[6]
- Berufswahlsiegel: Auszeichnung für vorbildliche Berufsorientierung, 2017
- Gesunde Schule, 2012–2018
- Auszeichnung für ehrenamtliches Engagement, 2018
- Urkunde: Kinder singen für Kinder im Michel, 22. April 2023
- Wettbewerb zu Cybersicherheit: 2. Platz my Digital World, 14. Juni 2023
- Straßenfußball für Toleranz, 21. Juni 2024[15]